# Godefroot Slabbaert
Godefroot Slabbaert (Brugge, ca. 1530 - Engeland (?), na 1584) was een Brugs lakenhandelaar, bekend om zijn rol in de hervorming en zijn ontsnapping uit de gevangenis.

## Levensloop
Slabbaert was lakenkoopman. Zijn vader Lodewijk Slabbaert was dat ook en de familie Slabbaert speelde een voorname rol in het ambacht of gilde van de lakensnijders. Hij woonde en dreef handel in het huis De Beer op de Eiermarkt. Naast Godefroot behoorden ook zijn broers, Lodewijk junior en Adriaan, tot de lakensnijders, evenals hun zus Godelieve. Godefroot was een trouw lid, werd vaak verkozen in het bestuur en woonde alle kerkelijke diensten bij die door de gilde werden georganiseerd. De jaren 1565-1566 waren een keerpunt. Hij kreeg toen de opdracht van zijn gilde om in verschillende steden bijeenkomsten te houden met betrekking tot de moeilijkheden die men ondervond bij de verkoop van Engelse wol. Hij trok, samen met zijn beroepsgenoot Cornelis van den Bussche, naar Oostende, Nieuwpoort, Duinkerke, Sint-Winoksbergen, Veurne, Hondschote, Ieper en Roeselare. Vooral in Zuid-West-Vlaanderen had de nieuwe leer al bij brede bevolkingslagen aanhangers gewonnen, zodat het waarschijnlijk is dat Slabbaert er toen meer in aanraking mee kwam dan in Brugge. 
Toen hij in zijn geboortestad terug was, werden voor het eerst hagenpreken gehouden in de omgeving van Brugge. Op 28 juli 1566 kwam de Antwerpse predikant Joris Wybo een hagenpreek houden in Oedelem. Slabbaert werd door twee bekenden met aandrang uitgenodigd om hierop aanwezig te zijn. Die collega's waren de drapenier Gillis Bacler en de metser Jan Caerle. Beiden vormden met Jan van Vyve het triumviraat dat de calvinistische gemeente in Brugge tot stand bracht. Slabbaert trok naar Oedelem en was van toen af een trouwe aanwezige op de hagenpreken. Hij was toen ook regelmatig te zien in de winkel van hoedenmaker Jan van Brabant, achter de Sint-Donaaskathedraal, waar de consistorievergaderingen plaats vonden.
Slabbaert speelde weldra een belangrijke rol. Tijdens de synode in oktober 1566 in Gent werd het voornemen goedgekeurd om 3 miljoen goudguldens te verzamelen waarmee godsdienstvrijheid zou worden afgekocht bij koning Filips II van Spanje. In Brugge werd het plan gesteund door Jan van Vyve die opdracht kreeg 8.000 goudguldens bijeen te brengen. Hiervoor belegde hij rond Kerstmis 1566 een bijeenkomst bij Nicolaas Cobrysse, wijnhandelaar in de Vlamingstraat, een neef van Slabbaert. Het was Slabbaert die aan sympathiserende gefortuneerde Bruggelingen de plaats en datum van de bijeenkomst meedeelde. Hij werd hierin bijgestaan door zijn schoonbroer Thomas Molinet. Getrouwd met Adriana Slabbaert, was de Engelsman Molinet, afkomstig uit Calais, omstreeks 1560 in Brugge komen wonen. Hij dreef handel, zowel met Frankrijk en Engeland, als met de Baltische landen. Als overtuigd calvinist handelde hij vooral met gelijkgezinden. Hij oefende een grote invloed op zijn aangetrouwde familie uit.
Tegen einde 1566, als een gevolg van de hevige godsdiensttroebelen die uitmondden in de Beeldenstorm, stond de landvoogdes Margaretha van Parma enige godsdienstvrijheid toe. Dit duurde echter niet lang, want weldra kwam de hertog van Alva naar de Nederlanden en met de Raad van Beroerten zette hij de jacht op de hervormingsgezinden in. Een aanzienlijke vluchtelingenstroom kwam op gang en Slabbaert was een van hen. Toen hij op de lijst van de vluchtelingen verscheen en gevorderd werd zich te komen verantwoorden, meldde hij zich in het voorjaar van 1568 in Brussel aan. Na ondervraging kwam hij vrij en mocht hij naar Brugge terugkeren, maar daar werd hij door de mannen van Alva weer opgepakt, ondervraagd en in de gevangenis opgesloten. Zijn goederen werden onder sekwester geplaatst en hij mocht zich aan verdere strenge verhoorsessies verwachten.
Op 18 mei 1569 slaagde Slabbaert erin uit de gevangenis op de Burg te ontsnappen. Hij werd hierbij geholpen door zijn klerk Cornelis Keyaert. Hij vluchtte onmiddellijk buiten de stad, zodat de maatregelen die werden genomen om hem in Brugge op te sporen, te laat kwamen. Hij kon Engeland bereiken, maar in Brugge werden drie medeplichtigen (Cornelis Keyaert, Thomas Paris en Joris Caerle) ter dood gebracht, werd de vrouw van Slabbaert, Francine Ruebens, een hele tijd aan de schandpaal tentoongesteld en werd de cipier Cornelis Tulpin, als straf voor zijn nalatigheid, publiek gegeseld.
Vanaf 1569 verbleef Slabbaert, samen met zijn eveneens gevluchte vrouw en vier kinderen in Londen. Hij hernam er zijn handel en moet tot een zekere welstand gekomen zijn, want er werd genoteerd dat hij een dienaar en een meid in huis had. In 1576, na de Pacificatie van Gent, zag het er wat rooskleuriger uit voor de hervormingsgezinden. Slabbaert slaagde erin zich, vanuit Londen, als buitenpoorter te laten inschrijven, wat dezelfde voordelen bood als het poorterschap en onder meer het sekwester op zijn Brugse eigendommen en goederen ophief.
In mei 1578 was Brugge een calvinistische republiek geworden en Slabbaert kwam er weer wonen. Het consistorie van de calvinistische kerkraad kon er voortaan openlijk functioneren. Toen er gecorrespondeerd werd met de synode van Dordrecht, werden de brieven als eerste naam door Godefroot Slabbaert ondertekend. Hij gaf zich voortaan voluit aan het uitbouwen van het calvinisme in zijn geboortestad. Het belette niet dat hij zeer waarschijnlijk de pogingen van Willem van Oranje toejuichte om de godsdienstvrede tot stand te brengen en daarom gunstig stond tegenover de persoon van de katholieke prins François van Anjou, die in 1580 als soeverein vorst van de Nederlanden was aangesteld, als opvolger van de door de Acte van Verlatinghe afgezette koning Filips II van Spanje. Hij was dan ook mee verantwoordelijk voor het opschrift dat het ambacht van de lakensnijders liet aanbrengen voor het Prinsenhof, naast de reuzegrote afbeelding van een lelie, naar aanleiding van het onverwachte verblijf van de hertog aldaar in juli 1582, samen met Willem, waarmee het ambacht zich verontschuldigde omdat het – als gevolg van het heel korte voorbericht – niet nog meer plechtigheid had kunnen organiseren:
Wy lakensnijdersneringhe met groot verlanghen
Naer uwer Hoocheit comste, met der liefd begort,
Wilden die uwe heerlicken met staete ontvanghen,
Maer den onvoorsienighen tijt viel ons te cort.
Met een ander kort gedicht drukten der lakensnijders hun tevredenheid uit:
Och hoe heugelik ist voor de goede verstanden,
Te zien commen dien Hertogh in s'Heeren name,
Tot versouck der Staten van de verdruckte landen,
Om 't samen te bringhen de leden des lichame.
Dit ogenblik van vredesverlangen was slechts van korte duur. Tijdens de laatste twee jaar van het calvinistisch bestuur was de bestrijding van de katholieke eredienst heviger dan ooit. Bij de inname van de stad door Alexander Farnese, midden 1584, behoorde Slabbaert dan ook tot de groep die halsoverkop de stad verliet.
Waarschijnlijk trok hij opnieuw naar Engeland, maar er werd tot nu toe geen spoor meer van hem teruggevonden.